# Соляна симфонія
Соляна симфонія — спелеосанаторій на півдні Слобідщини в м. Соледар Бахмутського району Донецької області.
Розташований на поверхні 3-поверховий корпус призначений для мешкання пацієнтів і супроводжуючих. Тут проводиться реєстрація, попереднє обстеження і призначення лікування. Для мешкання передбачені з сучасні комфортабельні номери. Є також номери класу «Люкс» з інтер'єрами оформленими за допомогою солі, що створює присутність підземного світу в апартаментах.
Підземне відділення розташовано в соляній шахті на глибині 288 м і призначено для профілактики, лікування і реабілітації бронхо-легеневих (астма, хронічні бронхіти) захворювань та проблем з щитоподібною залозою. 
Пацієнти знаходяться в 3-х просторих виробленнях — галереях. У стінах приховані ніші, це процедурні кімнати для пацієнтів.
Одночасно в санаторії можуть оздоровлюватися 110 чол. у віці від 6 до 60 років. Ефективність лікування серед дорослих становить 70-85 %, серед дітей 85-95 %.
Транспорт з Бахмута: маршрут №122 або №123 – Автостанція (ринок) — м. Соледар (виконком).